# Dexamethasone
Dexamethasone là một loại dược phẩm corticosteroid. Nó được dùng để điều trị nhiều chứng bệnh, bao gồm thấp khớp, một số bệnh da liễu, dị ứng nặng, hen phế quản, bệnh phổi tắc nghẽn mạn tính, nổi hạch, sưng não, và phối hợp với kháng sinh để chữa bệnh lao. Trong chứng thiếu máu cục bộ, thuốc này nên dùng cùng với thuốc có hiệu quả mineralocorticoid lớn hơn như fludrocortisone. Đối với sản phụ sinh non, dược phẩm này giúp tăng sức khỏe cho bé. Dexamethasone có thể đưa vào cơ thể bằng đường miệng, tiêm bắp thịt hoặc tiêm tĩnh mạch. Tác dụng của dexamethasone thường thấy trong một ngày và kéo dài trong khoảng ba ngày.
Sử dụng dexamethasone dài ngày có thể có tác dụng phụ là nấm Candida, loãng xương, cườm khô, dễ bị sang chấn, yếu cơ. Chất này nằm trong danh sách nhóm C thai sản tại Hoa Kỳ, nghĩa là chỉ sử dụng khi xem xét thấy có lợi nhiều hơn rủi ro. Tại Australia, chất này thuộc nhóm A, nghĩa là có thể dùng thường xuyên khi mang thai mà không có ảnh hưởng gì đến thai nhi. Tuy vậy không nên dùng nó khi cho con bú. Dexamethasone có tính kháng viêm và ức chế miễn dịch.
Dexamethasone được tổng hợp lần đầu năm 1957. Chất này nằm trong Danh sách các thuốc thiết yếu của WHO, gồm các thuốc hiệu quả và an toàn nhất trong một hệ thống y tế. Dexamethasone có giá khá rẻ. Ở Hoa Kỳ một liều dùng trong 1 tháng thường có giá dưới 25 USD. Tại Ấn Độ lượng thuốc dùng cho sinh non có giá 0.5 USD. Dược phẩm này có mặt ở hầu hết các nước trên thế giới.